# As-Salih Muhammad III.
As-Salih Muhammad III. (arabisch الصالح ناصر الدين محمد بن ططر, DMG aṣ-Ṣāliḥ Nāṣir ad-Dīn Muḥammad b. Ṭaṭar; geboren um 1411; gestorben 1430) war Sultan der Mamluken in Ägypten vom November 1421 bis April 1422.
As-Salih Muhammad III. war etwa 10 Jahre alt, als er am 28. November 1421 zum Nachfolger seines schwerkranken Vaters, Sultan az-Zahir Tatar, ernannt wurde, der zwei Tage später starb.
Kurz nach seiner Thronbesteigung kam es zum Konflikt zwischen drei Gruppen von Emiren: Die größte Gruppe war mit den Mamluken des Sultans verbündet, die Emire Barsbay und Tarabay waren gegen den neuen Sultan, und eine dritte Gruppe von Emiren verhielt sich neutral, schloss sich aber bald Barsbay und Taribay an. Diese beiden konnten so bald die Regierung kontrollieren, Barsbay wurde hierauf zum Regenten und Taribay zum militärischen Oberbefehlshaber ernannt. Eine Revolte des Vizekönigs von Aleppo wurde niedergeschlagen, und mehrere Emire wurden eingekerkert. Aber bald kam es zum Konflikt zwischen den beiden mächtigsten Männern des Reichs, in dem sich Barsbay durchsetzte. Taribay wurde gefangen genommen und in Alexandria festgesetzt, und Barsbay plante nun, selbst den Thron zu besteigen. Nachdem der nach Kairo gekommene Vizekönig von Damaskus und die übrigen Emire ihre Unterstützung für Barsbay bekundet hatten, wurde Sultan as-Salih Muhammad III. zwei Tage später, am 1. April 1422, abgesetzt. Danach lebte er ohne jegliche Einschränkungen und sogar ohne Bewachung zunächst einige Jahre bei seiner Mutter in einem der Sultanspaläste, anschließend wurde er in die Kairoer Zitadelle umquartiert und mit der Tochter des militärischen Oberbefehlshabers verheiratet. Dort starb er im Alter von etwa 20 Jahren am 24. März 1430 an der Pest.